# 로렌스 모노슨
로런스 모너슨(Lawrence Monoson, 1964년 8월 11일 ~ )은 미국의 배우이다.
용커스에서 태어났다.

## 출연 작품
- 제이슨이었던 이름의 남자: 13일의 금요일 30년 (2009, His Name Was Jason: 30 Years of Friday the 13th) - 본인 (다큐멘터리)
- 건스 비포 버터 (2005년)
- 스타쉽 트루퍼스 2 (2004년)
- 머신 건 블루스 (1996년)
- 미 앤 더 킹 (1995년)
- 위대한 승리 (1995년)
- 앤 더 밴드 플레이드 온 (1993년)
- 라스트 리벤저 (1991년)
- 가비의 기적 (1987년)
- 마스크 (1985년)
- 13일의 금요일 4 (1984년)
- 라스트 버진 (1982년)

### 텔레비전
- 베벌리힐스 아이들 (1994)
- ER (1999-2000)
- NCIS (2005) - 애덤 오닐 역